# Água Arroz
Água Arroz ist eine Siedlung am Westrand der Hauptstadt São Tomé im Distrikt Água Grande auf der Insel São Tomé im Inselstaat São Tomé und Príncipe.

## Geographie
Der Ort liegt westlich der Stadt zwischen Vila Marreco und Almeirim an der Ausfallstraße nach Caixão Grande.